# منتخب أرمينيا لكرة السلة للسيدات
منتخب أرمينيا لكرة السلة للسيدات هو ممثل أرمينيا الرسمي في المنافسات الدولية في كرة السلة للسيدات
.